# کوه مره
کوه مره این کوه در جنوب غربی شهرری و در جنوب شهر حسن‌آباد و رودشور قرار گرفته‌است؛ و ارتفاع آن ۱۵۰۳ متر است.
این کوه از شرق مشرف به دریاچه نمک قم است.

## آب و هوا
این کوه دارای آب و هوای خشک و معتدل است و یکی از مقصد های گردشگری جنوب شهرری با چشم اندازی بسیار زیبا می باشد.

## ارتفاع
یکهزار و پانصد و سه متر